# Philautus schmackeri
Espèce
Synonymes
- Ixalus schmackeri Boettger, 1892
- Ixalus mindorensis Boulenger, 1897

Statut de conservation UICN

 EN B1ab(iii) : En danger
Philautus schmackeri  est une espèce d'amphibiens de la famille des Rhacophoridae.

## Répartition
Cette espèce est endémique de l'île de Mindoro aux Philippines. Elle est présente entre 100 et 1 650 m d'altitude.

## Publication originale
- (de) Boettger, 1892 : Katalog der Batrachier-Sammlung im Museum der Senckenbergischen Naturforschenden Gesellshaft in Frankfurt am Main. Frankfurt am Main, Gebrüder Knauer, p. 1-73 (texte intégral).